# فرمول هریس–بندیکت
فرمول هریس-بندیکت (به انگلیسی: Harris–Benedict equation) که گاهی اصل هریس-بندیکت نیز نامیده می‌شود، شیوه‌ای برای محاسبه میزان سوخت‌وساز پایه بدن است. 
با استفاده از این فرمول، میزان تخمینی سوخت‌وساز پایه بدن را می‌توان در یک عدد که نشانگر سطح فعالیت جسمی فرد است ضرب کرد تا میزان انرژی ورودی مورد نیاز برای حفظ وزن کنونی را بر حسب کیلوکالری به دست آورد.  